# Simon Alexandre Toudouze

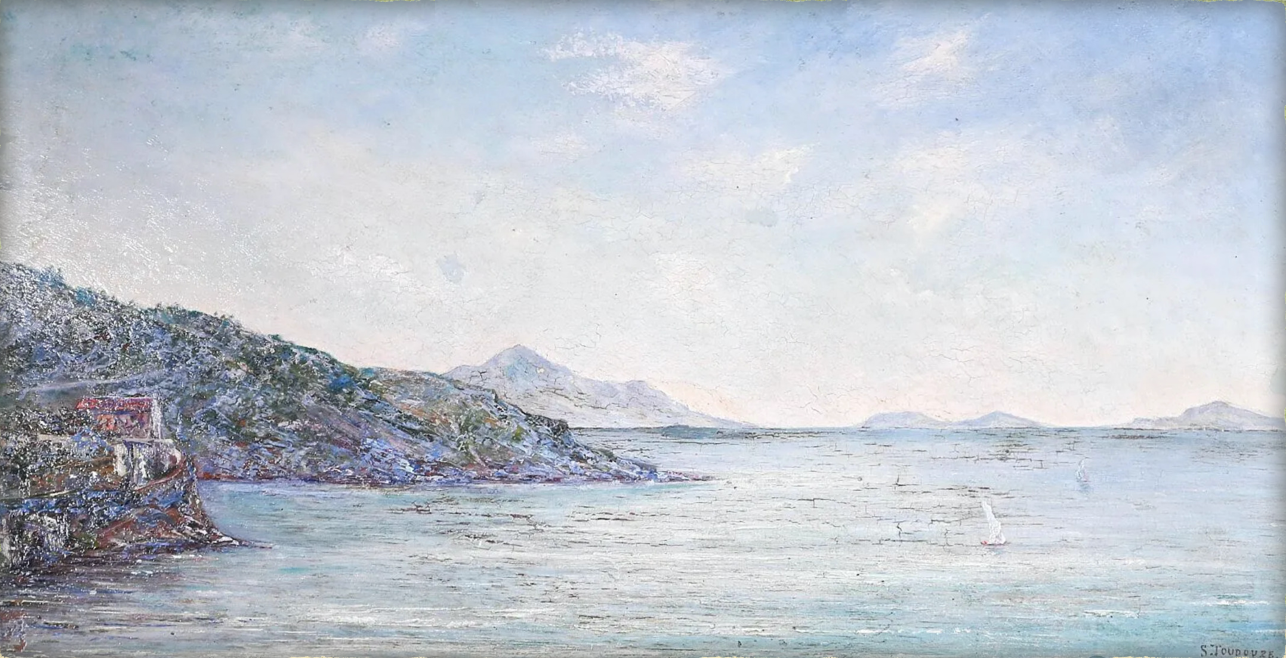
Simon Alexandre Toudouze: Paysage de bords de mer

Simon Alexandre Toudouze (* 30. Juli 1850 in Paris; † 26. Juni 1909 in Aix-les-Bains) war ein französischer Landschaftsmaler.

## Leben
Toudouze war der Sohn des Landschaftsmalers Jean Marie Émile Toudouze. Neben der malerischen Ausbildung durch seinen Vater, war er zudem Schüler des Malers Adolphe Monticelli. 
Die vielfältigen Motive seiner Gemälde fand er innerhalb Frankreichs vor allem in der Bretagne und Savoyen, sowie auf seinen Reisen durch Belgien, Holland, England, Deutschland und Italien. Es handelt sich zumeist um stimmungsvolle Landschaften ohne Figurenstaffage mit überwiegend pastosem Farbauftrag. 
Er war Mitglied der in Paris ansässigen Société des Artistes Français und nahm mehrfach an deren Salon teil.
Zu seinen engsten Freunden zählte der französische Bildhauer Alfred Boucher. 
1892 ließ er in Aix-les-Bains die sogenannte „Villa Raphaël“ errichten und bewohnte diese bis zu seinem Tod zusammen mit seiner Frau.

## Werke (Auswahl)
- Falaise au bord de la mer (Musée Calvet, Avignon)
- La ferme de Keremperchec, pres de Pont-Aven (Musée des Beaux-arts de Brest)
- Vallée de la Seine (Museul Simu, Bukarest)
- Arenzano (Musée des Beaux-arts, Chambéry)
- Arenzano dans le golfe de Gênes (Musée Gassendi, Digne-les-Bains)
- Lac du Bourget (Musée des Beaux-arts de Reims)
- Montagnes de Savoie (Musée Saint-Loup, Troyes)
- Mouxy, Savoyen (Musée des Beaux-arts de Strasbourg), Ölskizze, 1896